# Liste der Kulturdenkmale in Pochra
In der Liste der Kulturdenkmale in Pochra sind die Kulturdenkmale des Riesaer Ortsteils Pochra verzeichnet, die bis Oktober 2021 vom Landesamt für Denkmalpflege Sachsen erfasst wurden (ohne archäologische Kulturdenkmale). Die Anmerkungen sind zu beachten.
Diese Aufzählung ist eine Teilmenge der Liste der Kulturdenkmale in Riesa.

## Pochra
| Bild                                    | Bezeichnung                                                  | Lage                                  | Datierung                 | Beschreibung | ID       |
| --------------------------------------- | ------------------------------------------------------------ | ------------------------------------- | ------------------------- | --- | -------- |
|                                         | Scheune eines Bauernhofes                                    | Bornaer Straße 14 (Karte)             | Um 1800                   | Den dörflichen Charakter prägender Fachwerkbau, Rückseite Lehmfachwerk und Windbretter mit Lehmfachung, baugeschichtlich und wirtschaftsgeschichtlich von Bedeutung. Vorderseite verputzt, giebelständig zur Straße. | 08965471 |
| Direkt Bild zu diesem Denkmal hochladen | Seitengebäude eines Bauernhofes und Toreinfahrt              | Bornaer Straße 19 (Karte)             | Um 1840                   | Seitengebäude mit Fachwerk-Obergeschoss, zwei Pfeiler der Toreinfahrt mit Sandsteinabdeckungen, Teile eines ehemaligen Bauernhofes in Ortskernrandlage, baugeschichtlich von Bedeutung. - Seitengebäude: massiv untermauert, Lehm-Fachwerk - Pfeiler: schöne Sandsteinabdeckungen | 08965469 |
|                                         | Wohnstallhaus, Seitengebäude und Scheune eines Dreiseithofes | Bornaer Straße 24 (Karte)             | Um 1870                   | Wohnstallhaus mit Fachwerkobergeschoss, Scheune teilweise in Fachwerkbauweise, Seitengebäude massiv, baugeschichtlich und wirtschaftsgeschichtlich von Bedeutung. - Scheune: links Fachwerk, rechts massiv, leicht erhöhte Lage, Torpfeiler um 1930 - Wohnstallhaus: zwei Geschosse, Obergeschoss Fachwerk, zwei Fledermausgauben, Giebel Zwillingsfenster Sandsteingewände - Wohnhaus rechts: Bruchstein-Mauerwerk, Sandsteingewände | 08965467 |
|                                         | Scheune und Hofeinfahrt eines Dreiseithofes                  | Bornaer Straße 25 (Karte)             | 2. Hälfte 19. Jahrhundert | Wirtschaftsgebäude eines ortstypischen Bauernhofes (teilweise Fachwerk), baugeschichtlich und wirtschaftsgeschichtlich von Bedeutung. Ortstypisch, Fachwerkteil links/massiv rechts, saniert, Dach Wellblech, Giebel verbrettert. | 08965466 |
| Weitere Bilder                          | Denkmal für die Gefallenen des Ersten Weltkrieges            | Bornaer Straße 25 (gegenüber) (Karte) | Nach 1918                 | In Sandstein, ortsgeschichtlich von Bedeutung | 08965465 |
|                                         | Stallgebäude eines Bauernhofes                               | Bornaer Straße 37 (Karte)             | 19. Jahrhundert           | Fachwerk-Obergeschoss mit Lehmausfachung, originaler Dachstuhl, baugeschichtlich und wirtschaftsgeschichtlich von Bedeutung. Erdgeschoss Bruchstein, ein Giebel neu aus Klinkern aufgemauert. Scheune kein Denkmal. | 08965463 |

## Tabellenlegende
- Bild: Bild des Kulturdenkmals, ggf. zusätzlich mit einem Link zu weiteren Fotos des Kulturdenkmals im Medienarchiv Wikimedia Commons. Wenn man auf das Kamerasymbol klickt, können Fotos zu Kulturdenkmalen aus dieser Liste hochgeladen werden:
- Bezeichnung: Denkmalgeschützte Objekte und ggf. Bauwerksname des Kulturdenkmals
- Lage: Straßenname und Hausnummer oder Flurstücknummer des Kulturdenkmals. Die Grundsortierung der Liste erfolgt nach dieser Adresse. Der Link (Karte) führt zu verschiedenen Kartendiensten mit der Position des Kulturdenkmals. Fehlt dieser Link, wurden die Koordinaten noch nicht eingetragen. Sind diese bekannt, können sie über ein Tool mit einer Kartenansicht einfach nachgetragen werden. In dieser Kartenansicht sind Kulturdenkmale ohne Koordinaten mit einem roten bzw. orangen Marker dargestellt und können durch Verschieben auf die richtige Position in der Karte mit Koordinaten versehen werden. Kulturdenkmale ohne Bild sind an einem blauen bzw. roten Marker erkennbar.
- Datierung: Baubeginn, Fertigstellung, Datum der Erstnennung oder grobe zeitliche Einordnung entsprechend des Eintrags in der sächsischen Denkmaldatenbank
- Beschreibung: Kurzcharakteristik des Kulturdenkmals entsprechend des Eintrags in der sächsischen Denkmaldatenbank, ggf. ergänzt durch die dort nur selten veröffentlichten Erfassungstexte oder zusätzliche Informationen
- ID: Vom Landesamt für Denkmalpflege Sachsen vergebene, das Kulturdenkmal eindeutig identifizierende Objekt-Nummer. Der Link führt zum PDF-Denkmaldokument des Landesamtes für Denkmalpflege Sachsen. Bei ehemaligen Kulturdenkmalen können die Objektnummern unbekannt sein und deshalb fehlen bzw. die Links von aus der Datenbank entfernten Objektnummern ins Leere führen. Ein ggf. vorhandenes Icon  führt zu den Angaben des Kulturdenkmals bei Wikidata.